# 2016年リオデジャネイロオリンピックのベトナム選手団
2016年リオデジャネイロオリンピックのベトナム選手団（2016ねんリオデジャネイロオリンピックのベトナムせんしゅだん）は、2016年8月5日から8月21日にかけてブラジルのリオデジャネイロで開催された2016年リオデジャネイロオリンピックのベトナム選手団、およびその競技結果。

## 概要
今大会は金メダル1個、銀メダル1個、合計2個のメダルを獲得した。
射撃男子エアピストルでホアン・スアン・ビンが金メダルを獲得、ベトナムにオリンピック初めての金メダルをもたらした。

## 選手団
- 人員: 23人
- 開会式旗手: ヴー・ティー・ハン

## メダル獲得者
| メダル | 名前                 | 競技 | 種目             | 日付    |
| ------ | -------------------- | ---- | ---------------- | ------- |
| 金     | ホアン・スアン・ビン | 射撃 | 男子エアピストル | 8月7日  |
| 銀     | ホアン・スアン・ビン | 射撃 | 男子50ｍピストル | 8月11日 |

## 種目別選手・スタッフ名簿及び成績

### ウエイトリフティング
- キム トゥアン・タック（男子56kg級）
- レー クォック トアン・チャン（男子56kg級）5位
- タン タイ・ホアン（男子85kg級）7位
- ティ フエン・ブォン（女子48kg級）失格

### 競泳
- フォック・ホアン（男子200ｍ自由形）予選敗退
- ビエン・グェン ティ アイン
  - （女子400ｍ自由形）予選敗退
  - （女子400ｍ個人メドレー）予選敗退
  - （女子200ｍ個人メドレー）予選敗退

### 射撃
- クォク クン・トラン
  - （男子50ｍピストル）予選敗退
  - （男子50ｍエアピストル）予選敗退
- ホアン・スアン・ヴィン
  - （男子50ｍピストル） 銀メダル
  - （男子50ｍエアピストル） 金メダル

### 柔道
- オク トゥ・バン（女子48kg級）2回戦敗退

### 体操
- フック フン・ファム（男子種目別平行棒）予選敗退
- ティ ハー タン・ファン
  - （女子種目別跳馬）予選敗退
  - （女子種目別平均台）予選敗退

### バドミントン
- ティエン ミン・グエン（男子シングルス）予選リーグ敗退
- ティー チャン・ブ（女子シングルス）予選リーグ敗退

### フェンシング
- タン アン・ブ（男子サーブル個人）2回戦敗退
- ティ ニュ ホア・グエン（女子エペ個人）1回戦敗退
- ティ レー ズン・グエン（女子サーブル個人）2回戦敗退
- ティ アイン・ド（女子フルーレ個人）2回戦敗退

### ボート
- フエン・タ タン（女子軽量級ダブルスカル）失格
- リ・ホ ティ（女子軽量級ダブルスカル）失格

### 陸上競技
- タン ヌグン・グエン（男子20㎞競歩）60位
- ティ フエン・グェン
  - （女子400ｍ）予選敗退
  - （女子400ｍハードル）予選敗退

### レスリング
- ティ ルア・グェン（女子53kg級）1回戦敗退
- ティ ハン・ブー